# 京谷和央
京谷 和央（きょうや かずお、1965年（昭和40年）3月22日 - ）は、元北海道文化放送解説委員、報道記者、キャスター。
北海道小樽市出身。北海道小樽潮陵高等学校、日本大学法学部新聞学科卒業。

## 来歴・人物
1990年十勝毎日新聞社入社。３年間新聞記者を経験し、1993年4月北海道文化放送入社。
2000年4月から3年間、FNNの特派員としてモスクワでの取材活動を経験。
2006年1月から2014年3月まで、uhbスーパーニュースでメインキャスター（アンカーマン）を担当。
2014年4月からは報道制作局報道部担当部長、Super NEWS U編集長。
2019年5月にUHBを退社し、東京に拠点を移す。株式会社アールビーズ執行役員として、市民ランナー情報サイトの運営に携わるかたわら、「KAZ BOMBAYE」の名前でYouTuber活動もする。
高校時代はサッカー部所属。マラソンが趣味で、豊平川市民マラソンで男子総合優勝を果たすほどのスポーツマンである。1996年7月に放送された1億2500万人の超夢リンピックにて、富士山五合目から行われた聖火リレーの第一走者を担当した。